# Victoriaceros
Victoriaceros — вимерлий рід елазмотерієвих носорогів, відомий з міоцену острова Мабоко, Кенія.

## Етимологія
Victoriaceros вперше назвали Деніс Джераадс, Монте Маккроссін і Бренда Бенефіт у 2012 році, а типовим видом є Victoriaceros kenyensis. Загальна назва походить від назви озера Вікторія та давньогрецького keras, що означає «ріг», отже, назва означає «ріг озера Вікторія». Видова назва стосується Кенії.